# 北海道釧路星園高等学校
北海道釧路星園高等学校（ほっかいどう くしろせいえんこうとうがっこう、Hokkaido Kushiro Seien High School）は、かつて北海道釧路市武佐四丁目にあった公立（市立）高等学校。北海道にある公立高等学校としては、唯一の女子校であった。2007年度募集分より市内の2高校と統合されたため、2006年度入学生の卒業とともに閉校。略称は「星高」。

## 沿革
- 1950年（昭和25年）4月13日 - 釧路市立高等家政学院として開校（北海道学芸大学釧路分校内）[2]
- 1951年（昭和26年）11月1日 - 住吉へ移転[2]（住吉町二丁目12-37）
- 1952年（昭和27年）3月15日 - 釧路星園家政専門学校と改称[2]
- 1955年（昭和30年）4月1日 - 北海道釧路家政高等学校と改称[2]
- 1956年（昭和31年）3月 - 北海道釧路星園高等学校と改称[2]
- 1974年（昭和49年）3月29日 - 武佐へ移転[2]（武佐四丁目28-10）
- 1976年（昭和51年）4月1日 - 全日制普通科（2学級）を設置[2]
- 1991年（平成 3年）1月 - 家政科の募集を停止
- 1992年（平成 4年）4月1日 - 家政科（4学級）を教養福祉科（4学級）へ学科転換[2]
- 2003年（平成15年）4月 - 教養福祉科を生活文化科（2学級）と福祉科（1学級）へ学科転換
- 2004年（平成16年）
  - 4月 - 普通科の募集を停止
  - 11月 - 北海道教育委員会から釧路市教育委員会への公立高等学校再編通知により、2007年度の全学科の募集を停止し、北海道釧路北高等学校および北海道釧路西高等学校と統合することとなる
- 2005年（平成17年）8月 - 公立高校適正配置計画により、2006年度の募集分より生活文化科を1学級へ縮小
- 2007年（平成19年）4月 - 生徒の募集を停止、福祉教育の募集は2007年4月開校の北海道釧路明輝高等学校（総合学科）の健康・福祉系列科目として統合
- 2009年（平成21年）3月 - 閉校[3]

## 著名な出身者
- 岡崎朋美（元スピードスケート選手）[2][3]
- 三宮恵利子（元スピードスケート選手）[1]
- 佃咲江（北京オリンピック日本代表／自転車トラックレース女子スプリント選手）